# Liste des guerres de la Géorgie
Cette liste regroupe les guerres et conflits ayant vu la participation de la Géorgie. 

## Liste
Voici une légende facilitant la lecture de l'issue des guerres ci-dessous :
- Victoire de la Géorgie
- Défaite de la Géorgie
- Autre résultat (par exemple un traité ou une paix sans un résultat clair, un Statu quo ante bellum, un résultat inconnu ou indécis)

GEORGIA>(თომაtodua)

### Royaume des Kartvels (888-1009)
| Période                     | Nom du conflit                 | Belligérants                                            | Belligérants           | Lieu                | Issue                                                                                    |
| Période                     | Nom du conflit                 | Alliés (y compris le royaume des Kartvels)              | Ennemis                | Lieu                | Issue                                                                                    |
| --------------------------- | ------------------------------ | ------------------------------------------------------- | ---------------------- | ------------------- | ---------------------------------------------------------------------------------------- |
| 891                         | Bataille de Mglivani           | Royaume des Kartvels Principauté d'Artnaoudji-Calarzène | Duché de Tao Supérieur | Géorgie occidentale | Victoire du roi Adarnassé IV et reconnaissance du nouveau royaume par l'Empire byzantin. |
| 892                         | Prise de Dvin                  | Royaume des Kartvels Royaume d'Arménie                  | Califat abbasside      | Dvin (Arménie)      | Victoire des alliés, reprise de Dvin par les Arméniens.                                  |
| 904                         | Guerre abkhzo-géorgienne       | Royaume des Kartvels Royaume d'Arménie                  | Royaume d'Abkhazie     | Karthli             | Victoire abkhaze divisant l'unité entre Arméniens et Géorgiens.                          |
| Seconde moitié du Xe siècle | Campagne contre les Ravvadides | Principauté de Tao Royaume des Kartvels                 | Emirat ravvadide       | Caucase orientale   | Victoire des alliés.                                                                     |

### Royaume de Géorgie (1008-1490)

#### Débuts
| Période     | Nom du conflit                           | Belligérants                                              | Belligérants                         | Lieu                                 | Issue                                                                                     |
| Période     | Nom du conflit                           | Alliés (y compris le royaume de Géorgie)                  | Ennemis                              | Lieu                                 | Issue                                                                                     |
| ----------- | ---------------------------------------- | --------------------------------------------------------- | ------------------------------------ | ------------------------------------ | ----------------------------------------------------------------------------------------- |
| 1008-1010   | Guerre de Kakhétie                       | Royaume de Géorgie                                        | Principauté de Kakhétie              | Héréthie, Kakhétie                   | Annexion de la Kakhétie par la Géorgie.                                                   |
| 1011-1012   | Conquête de la Klardjéthie               | Royaume de Géorgie                                        | Royaume de Klardjéthie               | Tao                                  | Victoire des Géorgiens, annexion de la Klardjéthie                                        |
| 1012        | Guerre de Gandja                         | Royaume de Géorgie Royaume d'Arménie                      | Emirat de Gandja                     | Gandja                               | Victoire des alliés, le Gandja devient vassal du royaume de Géorgie.                      |
| Années 1010 | Campagne contre le Chirvan               | Royaume de Géorgie                                        | Emirat de Chirvan                    | Chirvan, Arran                       | Victoire des Géorgiens.                                                                   |
| 1021        | Prise d'Ani                              | Royaume de Géorgie                                        | Royaume d'Arménie                    | Ani (Arménie)                        | Victoire des Géorgiens.                                                                   |
| 1018-1023   | Guerre byzantino-géorgienne de 1018-1023 | Royaume de Géorgie                                        | Empire byzantin Rus' de Kiev         | Caucase du sud                       | Défaite décisive des Géorgiens, perte du Tao.                                             |
| 1027-1028   | Guerre byzantino-géorgienne de 1027-1028 | Royaume de Géorgie                                        | Empire byzantin                      | Artanoudji (sud-ouest de la Géorgie) | Traité de paix retournant aux anciennes relations entre les deux pays.                    |
| 1032        | Siège de Tiflis                          | Royaume de Géorgie                                        | Emirat de Tiflis                     | Tiflis                               | Retrait des troupes géorgiennes à la suite d'un conflit politique interne.                |
| 1034        | Campagne en Arran                        | Royaume de Géorgie Royaume d'Arménie                      | Emirat cheddadide                    | Arran                                | Victoire décisive des alliés                                                              |
| 1038-1040   | Siège de Tiflis                          | Royaume de Géorgie                                        | Emirat de Tiflis                     | Tiflis                               | Retrait des troupes géorgiennes à la suite d'un conflit politique interne.                |
| 1039-1050   | Guerre byzantino-géorgienne de 1039-1050 | Royaume de Géorgie                                        | Empire byzantin Rebelles géorgiens   | Géorgie, Arménie, Tao                | Prise en otage du roi Bagrat IV et paix entre les deux royaumes.                          |
| 1048        | Siège de Tiflis                          | Royaume de Géorgie                                        | Emirat de Tiflis                     | Tiflis                               | L'Emirat devient vassal de la Géorgie.                                                    |
| 1068-1069   | Invasion seldjoukide                     | Royaume de Géorgie                                        | Royaume de Lorri Royaume de Kakhétie | Karthli, Argvethi                    | Pillage de la Géorgie par les Seldjoukides avant la retraite des envahisseurs.            |
| 1069        | Invasion cheddadide                      | Royaume de Géorgie Royaume de Kakhétie Mercenaires alains | Emirat cheddadide                    | Karthli, Gandja                      | Victoire des alliés et capture de l'émir cheddadide, saccage de Gandja par les Géorgiens. |
| 1073        | Invasion seldjoukide                     | Royaume de Géorgie Royaume de Kakhétie                    | Empire seldjoukide                   | Karthli                              | Victoire décisive des Géorgiens                                                           |
| 1078        | invasion seldjoukide                     | Royaume de Géorgie                                        | Empire seldjoukide                   | Géorgie                              | Victoire seldjoukide et la Géorgie doit payer tribut.                                     |
| Années 1080 | Siège de Vejini                          | Royaume de Géorgie Empire seldjoukide                     | Royaume de Kakhétie                  | Vejini (Kakhétie)                    | Retrait des troupes géorgiennes                                                           |

#### Âge d'Or (1190-1222)
| Période        | Nom du conflit                             | Belligérants                               | Belligérants                                            | Lieu                          | Issue                                                                                              |
| Période        | Nom du conflit                             | Alliés (y compris le royaume de Géorgie)   | Ennemis                                                 | Lieu                          | Issue                                                                                              |
| -------------- | ------------------------------------------ | ------------------------------------------ | ------------------------------------------------------- | ----------------------------- | -------------------------------------------------------------------------------------------------- |
| Années 1090    | Guerre turco-géorgienne                    | Royaume de Géorgie                         | Empire seldjoukide                                      | Géorgie                       | Victoire décisive des Géorgiens, retrait des Seldjoukides, fin du statut tributaire de la Géorgie. |
| 1099           | Siège de Jérusalem                         | Croisés Royaume de Géorgie                 | Califat fatimide                                        | Jérusalem                     | Victoire des forces croisées, création du royaume de Jérusalem, fin de la Première Croisade.       |
| 1101           | Prise de Zedazadeni                        | Royaume de Géorgie                         | Royaume de Kakhétie                                     | Zedazadeni (Kakhétie)         | Victoire géorgienne, annexion de la Kakhétie occidentale.                                          |
| 1104           | Bataille d'Ertsoukhi                       | Royaume de Géorgie                         | Empire seldjoukide                                      | Ertsoukhi (Géorgie orientale) | Victoire géorgienne.                                                                               |
| 1110-1124      | Guerre turco-géorgienne                    | Royaume de Géorgie Empire qiptchak Croisés | Empire seldjoukide Royaume de Chirvan Émirat mayazide   | Caucase                       | Victoire décisive des alliés.                                                                      |
| 1118           | Campagne du Caucase                        | Royaume de Géorgie                         | Tribus ossètes                                          | Alanie                        | Victoire géorgienne, assujettissement de l'Alanie.                                                 |
| 1124           | Campagne du Caucase                        | Royaume de Géorgie                         | Émirat de Derbent Empire qiptchak Mercenaires lezghiens | Derbent, Alanie               | Victoire géorgienne, annexion du sud de la Caucasie.                                               |
| Septembre 1124 | Rébellion du Chirvan                       | Royaume de Géorgie                         | Royaume de Chirvan                                      | Chirvan                       | Victoire géorgienne, annexion du Chirvan.                                                          |
| 1125           | Invasion seldjoukide                       | Royaume de Géorgie                         | Empire seldjoukide                                      | Géorgie                       | Victoire géorgienne                                                                                |
| 1126           | Guerre entre la Géorgie et les Cheddadides | Royaume de Géorgie                         | Emirat cheddadide                                       | Ani                           | Défaite des Géorgiens, perte d'Ani.                                                                |
| 1128-1153      | Guerre turco-géorgienne                    | Royaume de Géorgie                         | Empire seldjoukide                                      | Caucase                       | Victoire géorgienne                                                                                |
| Juin 1161      | Prise d'Ani                                | Royaume de Géorgie                         | Emirat cheddadide                                       | Ani (Arménie)                 | Victoire décisive des Géorgiens, annexion temporaire d'Ani                                         |
| 1161-1178      | Guerre turco-géorgienne                    | Royaume de Géorgie                         | Empire seldjoukide                                      | Arménie                       | Victoire des Géorgiens, expulsion des Seldjoukides hors d'Arménie.                                 |
| 1190-1207      | Guerre turco-géorgienne                    | Royaume de Géorgie                         | Empire seldjoukide Sultanat de Roum                     | Arménie, Chirvan              | Victoire géorgienne décisive, annexion de l'Arménie.                                               |
| 1207-1209      | Guerre kurdo-géorgienne                    | Royaume de Géorgie                         | Sultanat ayyoubide                                      | Arménie, Anatolie             | Victoire géorgienne, annexion de l'Anatolie orientale.                                             |
| Avril 1204     | Campagne en Chaldée                        | Royaume de Géorgie                         | Empire byzantin                                         | Chaldée, Anatolie             | Victoire décisive géorgienne, création de l'empire vassal de Trébizonde.                           |
| 1221-1222      | Invasion mongole                           | Royaume de Géorgie                         | Empire mongol                                           | Géorgie orientale             | Défaite géorgienne, fin de l'Âge d'Or historique du royaume.                                       |

#### Déclin et chute (1222-1490)
| Période         | Nom du conflit                               | Belligérants                                                                             | Belligérants                                                                                    | Lieu                   | Issue |
| Période         | Nom du conflit                               | Alliés (y compris l'Iméréthie)                                                           | Ennemis                                                                                         | Lieu                   | Issue |
| --------------- | -------------------------------------------- | ---------------------------------------------------------------------------------------- | ----------------------------------------------------------------------------------------------- | ---------------------- | --- |
| 1225-1230       | Invasion khwarezmienne                       | Royaume de Géorgie Sultanat de Roum                                                      | Khwarezm                                                                                        | Géorgie orientale      | Anéantissement des troupes géorgiennes, destruction de la Géorgie orientale.                                            |
| 1235-1242       | Invasion mongole                             | Royaume de Géorgie                                                                       | Empire mongol                                                                                   | Géorgie                | Asujettissement de la Géorgie à l'Empire mongol.                                                                        |
| 1256            | Prise d'Alamut                               | Empire mongol Royaume de Géorgie                                                         | État nizârite                                                                                   | Alamut (Perse)         | Conquête de l'État ismaélien par les alliés.                                                                            |
| 1258            | Siège de Bagdad                              | Empire ilkhanide Royaume de Géorgie Royaume arménien de Cilicie Principauté d'Antioche   | Califat abbasside                                                                               | Bagdad (Iraq)          | Prise de Bagdad par les Mongols.                                                                                        |
| 1259            | Guerre ilkhanido-géorgienne                  | Royaume de Géorgie                                                                       | Empire ilkhanide                                                                                | Géorgie orientale      | Défaite des troupes de David VI, qui se réfugie à Koutaïssi pour fonder le royaume de Géorgie occidentale.              |
| 1260-1262       | Guerre ilkhanido-géorgienne                  | Royaume de Géorgie                                                                       | Empire ilkhanide                                                                                | Géorgie orientale      | Défaite des Géorgiens, nouvel asujettisement du royaume aux Mongols.                                                    |
| 1263-1265       | Guerre entre la Horde d'Or et les Ilkhanides | Empire ilkhanide Royaume de Géorgie                                                      | Horde d'Or                                                                                      | Caucase oriental       | Victoire des troupes géorgiennes, mais résultats indécis de la guerre.                                                  |
| 29 octobre 1281 | Deuxième bataille de Homs                    | Empire ilkhanide Royaume de Géorgie Royaume arménien de Cilicie Croisés                  | Sultanat mamelouk d'Égypte                                                                      | Homs (Syrie)           | Défaite des alliés. |
| 1288            | Invasion de Derbent                          | Royaume de Géorgie                                                                       | Émirat de Derbent                                                                               | Derbent                | Victoire géorgienne mais annexion de Derbent à l'empire mongol.                                                         |
| 1289-1291       | Campagnes en Syrie                           | Empire ilkhanide Royaume de Géorgie                                                      | Sultanat mamelouk d'Égypte                                                                      | Syrie                  | Raids militaires à travers le Moyen-Orient                                                                              |
| 1295-1308       | Invasion mongole                             | Royaume de Géorgie (forces loyales à David VIII)                                         | Empire ilkhanide Tribus ossètes Royaume de Géorgie (forces loyales à Georges V et Vakhtang III) | Géorgie orientale      | Dévastation de la Géorgie orientale mais résultats indécis et partage du pouvoir royal entre pro-Mongols et David VIII. |
| Avril 1303      | Bataille de Marj as-Suffar                   | Empire ilkhanide Royaume de Géorgie Royaume arménien de Cilicie                          | Sultanat mamelouk d'Égypte                                                                      | Marj as-Suffar (Syrie) | Défaite des alliés, fin de l'implication géorgienne dans les campagnes de Syrie.                                        |
| 1307            | Prise de Gilan                               | Empire ilkhanide Royaume de Géorgie                                                      | État de Gilan                                                                                   | Gilan (Perse)          | Victoire mongole, annexion de l'État indépendant de Gilan.                                                              |
| 1315            | Rébellion en Anatolie                        | Empire ilkhanide Royaume de Géorgie                                                      | Rebelles anti-mongols                                                                           | Anatolie               | Victoire des alliés |
| 1320            | Reconquête de Gori                           | Royaume de Géorgie                                                                       | Tribus ossètes                                                                                  | Karthli intérieur      | Victoire des Géorgiens, reprise des territoires sous contrôle des Ossètes.                                              |
| 1327            | Rébellion anti-mongole                       | Royaume de Géorgie                                                                       | Empire ilkhanide                                                                                | Géorgie orientale      | Victoire des Géorgiens, indépendance du royaume.                                                                        |
| 1329            | Invasion de la Géorgie orientale             | Royaume de Géorgie                                                                       | Royaume de Géorgie occidentale                                                                  | Iméréthie              | Victoire des forces de Georges V et annexion de la Géorgie occidentale au reste du royaume.                             |
| Années 1330     | Guerre ottomano-géorgienne                   | Royaume de Géorgie                                                                       | Sultanat ottoman                                                                                | Klardjethi             | Victoire géorgienne sur les envahisseurs ottomans.                                                                      |
| 1341            | Invasion de Trébizonde                       | Royaume de Géorgie                                                                       | Empire de Trébizonde                                                                            | Trébizonde             | Victoire géorgienne, placement sur le trône d'Anne Comnène.                                                             |
| 1386-1403       | Invasions timourides                         | Royaume de Géorgie                                                                       | Empire timouride                                                                                | Géorgie orientale      | Dévastation de la Géorgie et assujettissement du royaume.                                                               |
| 1387-1389       | Guerre d'indépendance de Géorgie occidentale | Royaume de Géorgie                                                                       | Royaume de Géorgie occidentale                                                                  | Iméréthie              | Victoire du gouvernement central et annexion de la partie occidentale du pays.                                          |
| 1407            | Invasion turcomane                           | Royaume de Géorgie                                                                       | Qara Qoyunlu                                                                                    | Arménie                | Défaite géorgienne et mort du roi Georges VII                                                                           |
| 1411-1412       | Guerre turcomanno-géorgienne                 | Royaume de Géorgie Emirat de Chirvan                                                     | Qara Qoyunlu                                                                                    | Géorgie orientale      | Défaite des alliés et mort du roi Constantin Ier.                                                                       |
| 1416            | Siège d'Akhaltsikhé                          | Royaume de Géorgie                                                                       | Qara Qoyunlu                                                                                    | Akhaltsikhé (Géorgie)  | Défaite géorgienne et pillage de la ville par les Turcomans.                                                            |
| 1431-1434       | Guerre turcomano-géorgienne                  | Royaume de Géorgie                                                                       | Qara Qoyunlu                                                                                    | Arménie                | Victoire géorgienne, annexion de Lorri.                                                                                 |
| 1440            | Invasion turcomane                           | Royaume de Géorgie                                                                       | Qara Qoyunlu                                                                                    | Karthli                | Défaite géorgienne et pillage de Tbilissi par les Turcomans.                                                            |
| 1444            | Bataille d'Akhaltsikhé                       | Royaume de Géorgie                                                                       | Qara Qoyunlu                                                                                    | Akhaltsikhé (Géorgie)  | Résultat indécis, retrait des troupes turcomanes.                                                                       |
| 1463-1491       | Guerre du triumvirat géorgien                | Royaume de Géorgie Duché de Mingrélie Duché de Gourie Duché d'Abkhazie Duché de Svanétie | Royaume de Géorgie occidentale · Royaume de Kakhétie · Principauté de Samtskhé                  | Géorgie                | Division de la Géorgie en trois royaumes.                                                                               |
| 1466            | Invasion turcomane                           | Royaume de Géorgie                                                                       | Aq Qoyunlu                                                                                      | Karthli                | Défaite géorgienne. |
| 1472            | Invasion turcomane                           | Royaume de Géorgie                                                                       | Aq Qoyunlu                                                                                      | Karthli                | Défaite géorgienne et pillage de Tbilissi par les Turcomans.                                                            |
| 1488-1489       | Invasion turcomane                           | Royaume de Géorgie                                                                       | Aq Qoyunlu                                                                                      | Karthli                | Défaite géorgienne et pillage de Tbilissi par les Turcomans.                                                            |

### Royaume de Kartl-Kakhétie (1762-1801)
| Période   | Nom du conflit                   | Belligérants                                                                 | Belligérants                            | Lieu                                         | Issue                                                                       |
| Période   | Nom du conflit                   | Alliés (y compris le royaume de Géorgie)                                     | Ennemis                                 | Lieu                                         | Issue                                                                       |
| --------- | -------------------------------- | ---------------------------------------------------------------------------- | --------------------------------------- | -------------------------------------------- | --------------------------------------------------------------------------- |
| 1768-1774 | Guerre russo-turque de 1768-1774 | Empire russe Royaume de Kartl-Kakhétie Royaume d'Iméréthie Province d'Égypte | Empire ottoman Khanat de Crimée         | Caucase, Mer Noire, Mer Méditerranée, Égypte | Victoire des alliés, mais la présence ottomane reste ferme en Iméréthie.    |
| 1774-1801 | Lekianoba                        | Royaume de Kartl-Kakhétie                                                    | Mercenaires lezghiens Mercenaires avars | Ciscaucasie orientale                        | Raids continuels qui ne sont mis à un terme que pendant l'occupation russe. |
| 1795      | Bataille de Krtsanissi           | Royaume de Kartl-Kakhétie Royaume d'Iméréthie                                | Empire kadjar                           | Tbilissi                                     | Défaite ultime des troupes géorgiennes, affaiblissement profond du royaume. |
| 1796      | Expédition russe en Perse        | Empire russe Royaume de Kartl-Kakhétie                                       | Empire kadjar                           | Caucase persan                               | Retrait des troupes russes à la suite de la mort de Catherine II.           |

### République démocratique de Géorgie (1918-1920)
| Période   | Nom du conflit                        | Belligérants                                                       | Belligérants                                                                            | Lieu                 | Issue                                                                                                   |
| Période   | Nom du conflit                        | Alliés (y compris la République démocratique de Géorgie)           | Ennemis                                                                                 | Lieu                 | Issue                                                                                                   |
| --------- | ------------------------------------- | ------------------------------------------------------------------ | --------------------------------------------------------------------------------------- | -------------------- | --- |
| 1905-1906 | Rébellion de Gourie                   | République de Gourie                                               | Empire russe                                                                            | Gourie               | Victoire des Russes, exil des révolutionnaires géorgiens.                                               |
| 1918      | Expédition allemande dans le Caucase  | Empire d'Allemagne République démocratique de Géorgie              | République socialiste fédérative soviétique de Russie                                   | Caucase              | Résultats indécis, victoires stratégiques des Allemands mais fin de la guerre mondiale.                 |
| 1918-1919 | Conflit de Sotchi                     | République démocratique de Géorgie Soutenu par: Empire d'Allemagne | Bolcheviks abkhazes République socialiste fédérative soviétique de Russie Garde blanche | Abkhazie             | Victoire géorgienne, prise de Touapsé et Sotchi, fin de la rébellion bolchevik en Abkhazie.             |
| 1918-1920 | Conflit de Tskhinvali                 | République démocratique de Géorgie                                 | République socialiste fédérative soviétique de Russie Rebelles ossètes                  | Tskhinvali, Karthli  | Victoire géorgienne, fin de la rébellion.                                                               |
| 1918      | Guerre arméno-géorgienne              | République démocratique de Géorgie                                 | République d'Arménie                                                                    | Akhalkalaki, Lorri   | Résultats indécis, création de la zone neutre de Lorri.                                                 |
| 1918-1920 | Guerre contre le Caucase du Sud-Ouest | République démocratique de Géorgie                                 | Gouvernement national provisoire du Caucase du Sud-Ouest                                | Artvin               | Victoire des Géorgiens, annexion d'Artvin.                                                              |
| 1920      | Conflit d'Ardahan                     | République démocratique de Géorgie                                 | République d'Arménie                                                                    | Ardahan              | Victoire des Géorgiens                                                                                  |
| 1920      | Conflit de Lorri                      | République démocratique de Géorgie                                 | République d'Arménie                                                                    | Zone neutre de Lorri | Victoire géorgienne, annexion de Lorri.                                                                 |
| 1920      | Tentative de coup d'État              | République démocratique de Géorgie                                 | République socialiste soviétique d'Azerbaïdjan                                          | Tbilissi             | Victoire du gouvernement central                                                                        |
| 1921      | Invasion soviétique de la Géorgie     | République démocratique de Géorgie                                 | République socialiste fédérative soviétique de Russie Turquie                           | Géorgie              | Défaite géorgienne, perte de l'indépendance de la République, qui devient membre de l'Union soviétique. |

### Depuis la chute de l'Union soviétique (1991-)
| Période     | Nom du conflit                          | Belligérants | Belligérants                                                     | Lieu                  | Issue |
| Période     | Nom du conflit                          | Alliés (y compris la République de Géorgie) | Ennemis                                                          | Lieu                  | Issue |
| ----------- | --------------------------------------- | --- | ---------------------------------------------------------------- | --------------------- | --- |
| Depuis 1989 | Conflit géorgien-ossète                 | / Géorgie | Ossétie du Sud-Alanie CPMNC Russie                               | Ossétie du Sud        | En cours (conflit gelé). |
| 1991-1992   | Première guerre d'Ossétie du Sud        | République de Géorgie | Ossétie du Sud                                                   | Ossétie du Sud        | Défaite géorgienne et établissement de la république sécessionniste d'Ossétie du Sud.                                                     |
| 1992-1993   | Guerre d'Abkhazie                       | République de Géorgie | Abkhazie Confédération des Peuples des Montagnes du Nord-Caucase | Abkhazie              | Défaite géorgienne, nettoyage ethnique en Abkhazie, établissement de la république sécessionniste d'Abkhazie.                             |
| 1996        | Guerre d'Abkhazie                       | Mercenaires géorgiens | Abkhazie                                                         | Gali, Mingrélie       | Défaite géorgienne |
| 2001        | Crise de Kodori                         | République de Géorgie République tchétchène d'Itchkérie | République d'Abkhazie                                            | Vallée de Kodori      | Défaite géorgienne |
| 2002-2003   | Insurrection dans la vallée du Pankissi | République de Géorgie États-Unis d'Amérique | République tchétchène d'Itchkérie Al-Qaïda                       | Pankissi (Kakhétie)   | Victoire des alliés, capture des éléments islamistes dans les montagnes orientales de Géorgie.                                            |
| 2003-2008   | Guerre d'Irak                           | République d'Iraq Coalition militaire en Iraq, dont : États-Unis d'Amérique Royaume-Uni Corée du Sud République de Géorgie                                               | Al-Qaïda Armée des hommes de la Naqshbandiyya                    | Irak                  | Bilan mitigé avec une victoire stratégique des alliés menant à la seconde guerre civile irakienne.                                        |
| 2004        | Crise d'Ossétie du Sud                  | République de Géorgie | République d'Ossétie du Sud                                      | Tskhinvali, Akhalgori | Victoire géorgienne, défense des territoires géorgiens autour de l'Ossétie du Sud.                                                        |
| 2006        | Crise de Kodori                         | République de Géorgie | Mercenaires d'Emzar Kvitsiani                                    | Vallée de Kodori      | Victoire du gouvernement central, reprise de contrôle de la vallée de Kodori.                                                             |
| 2008        | Guerre russo-géorgienne                 | République de Géorgie | Russie République d'Abkhazie République d'Ossétie du Sud         | Géorgie               | Défaite géorgienne, perte de territoires géorgiens en Abkhazie et en Ossétie du Sud, reconnaissance de la division du pays par la Russie. |
| 2009-2014   | Guerre d'Afghanistan                    | République islamique d'Afghanistan Force internationale d'assistance et de sécurité, dont : États-Unis d'Amérique Royaume-Uni République française République de Géorgie | Al-Qaïda Talibans                                                | Afghanistan           | Bilan mitigé, victoire stratégique des alliés mais échec de créer un gouvernement stable en Afghanistan.                                  |
| 2015-2021   | Mission Resolute Support                | Forces alliées, dont : États-Unis d'Amérique République fédérale d'Allemagne République italienne République de Géorgie                                                  | Al-Qaïda Talibans                                                | Afghanistan           | Défaite des forces de l'OTAN. Les talibans reprennent le pouvoir en Afghanistan.                                                          |